# Cumming, Iowa
Cumming là một thành phố thuộc quận Warren, tiểu bang Iowa, Hoa Kỳ. Năm 2010, dân số của thành phố này là 351 người.

## Dân số
Dân số qua các năm:
- Năm 2000: 162 người.
- Năm 2010: 351 người.
- Năm 2020: 437 người